# Cukrownia

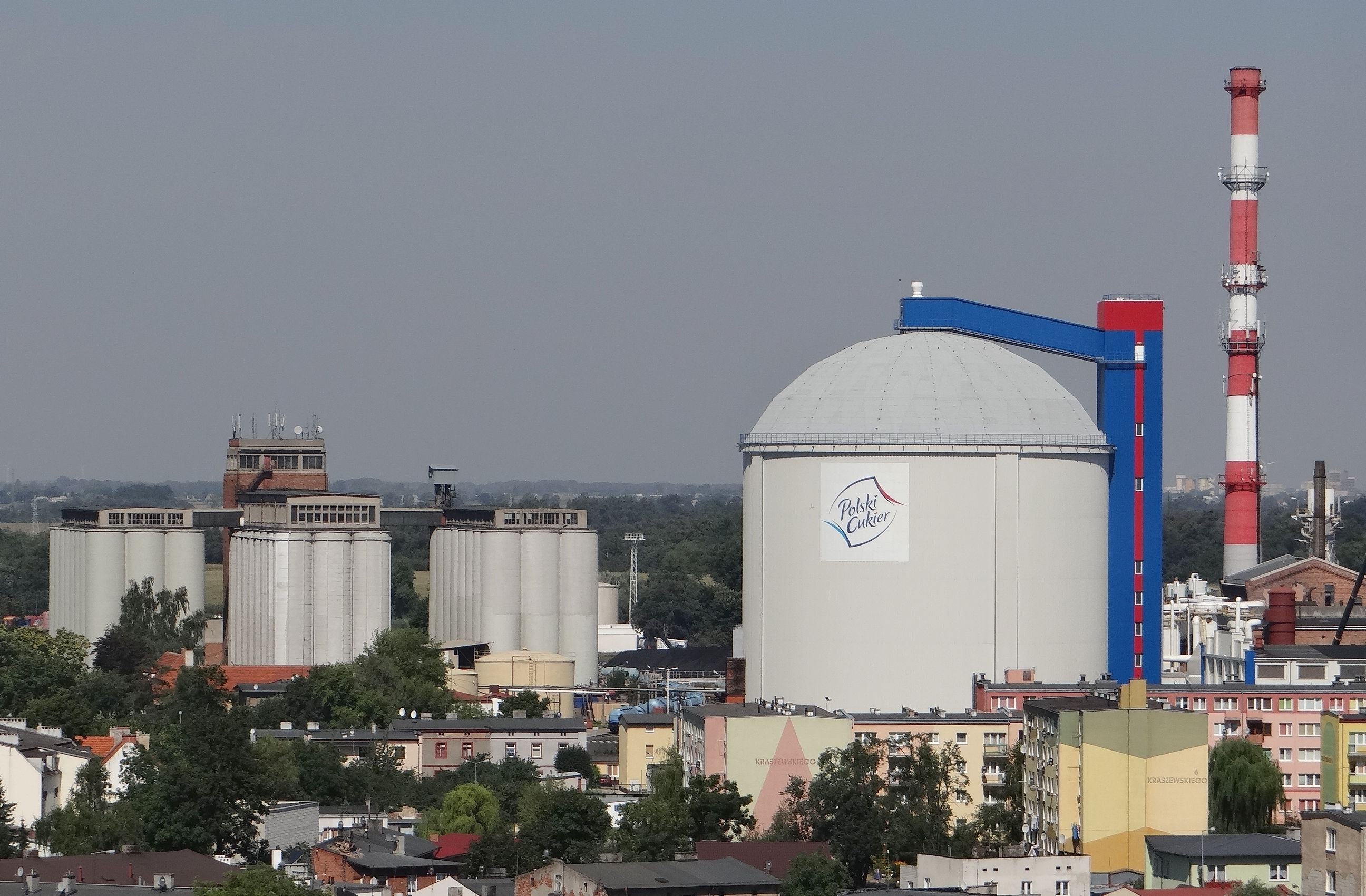
Cukrownia Kruszwica

Cukrownia – zakład przemysłowy produkujący cukier (sacharozę) z buraków cukrowych lub trzciny cukrowej.

## Historia
Metodę pozyskiwania cukru z korzenia buraka cukrowego opracował niemiecki naukowiec Andreas Sigismund Marggraf w 1748 r. Ten sposób wytwarzania cukru okazał się dużo tańszy od importu cukru trzcinowego.
Pierwsza fabryka cukru z buraków cukrowych powstała w 1802 w Konarach koło Wołowa na Dolnym Śląsku (wówczas znajdujących się na terytorium Prus). Projektantem tej cukrowni był Franz Karl Achard.
Rozszerzenie się produkcji cukru z buraków cukrowych na skalę przemysłową datuje się na drugą połowę XIX w.

## Cukrownie w Polsce

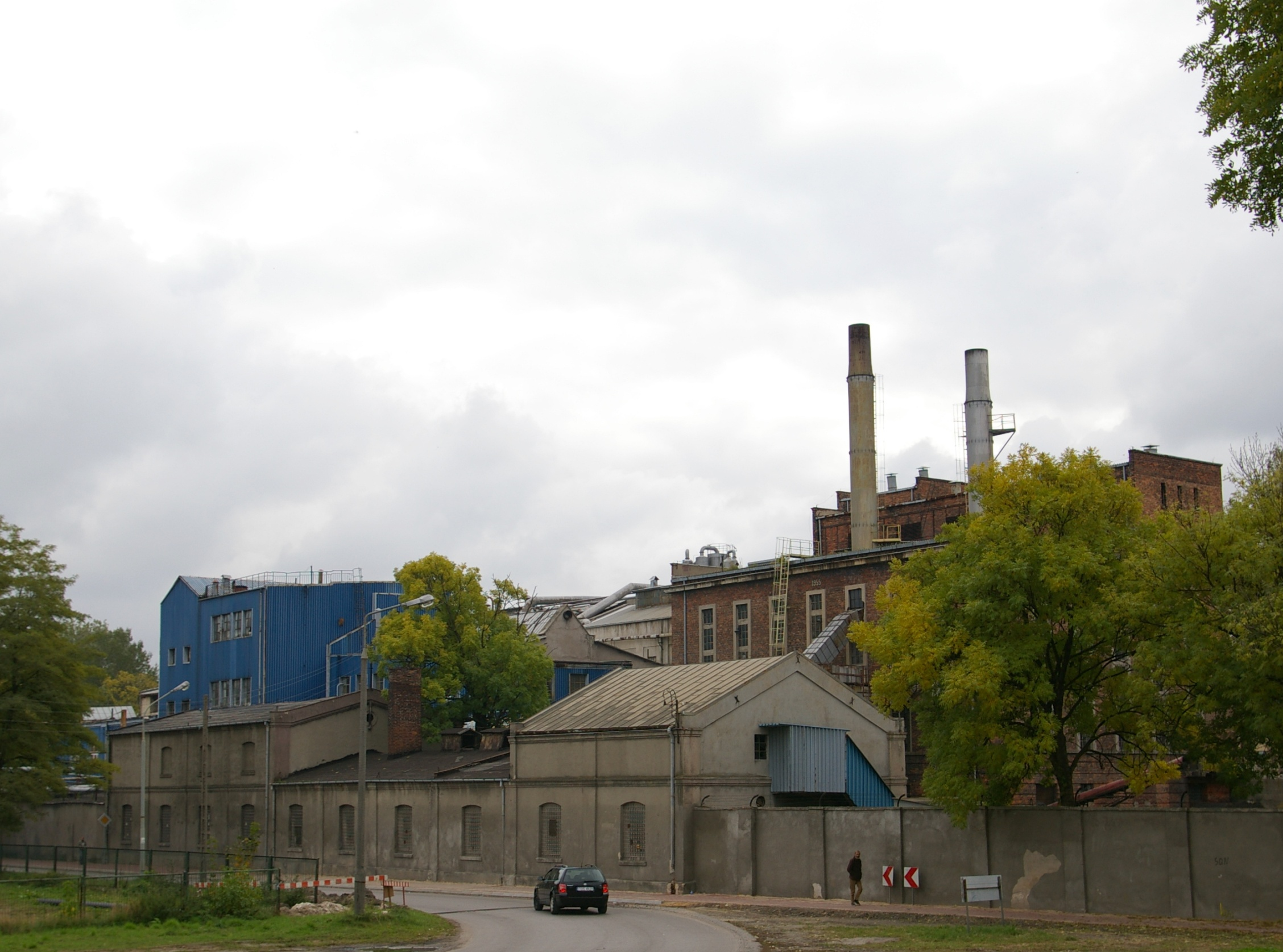
Cukrownia „Częstocice”

Pierwsza cukrownia w Galicji powstała w 1823 roku w Pużnikach w pow. brzeżańskim założona przez Teodora Mrozowickiego, nazywanego „ojcem cukrownictwa galicyjskiego”, była ona jednocześnie pierwszą cukrownią w Cesarstwie Austrii.
Pierwsza cukrownia w Królestwie Polskim, czyli na terenie ówczesnego zaboru rosyjskiego, powstała w 1827 w Częstocicach. Założona została przez Henryka Łubieńskiego, uznanego za jednego z polskich pionierów w przemyśle cukrowym.

### Lata 1990–2004

Liczba cukrowni w Polsce

Produkcja cukru w Polsce

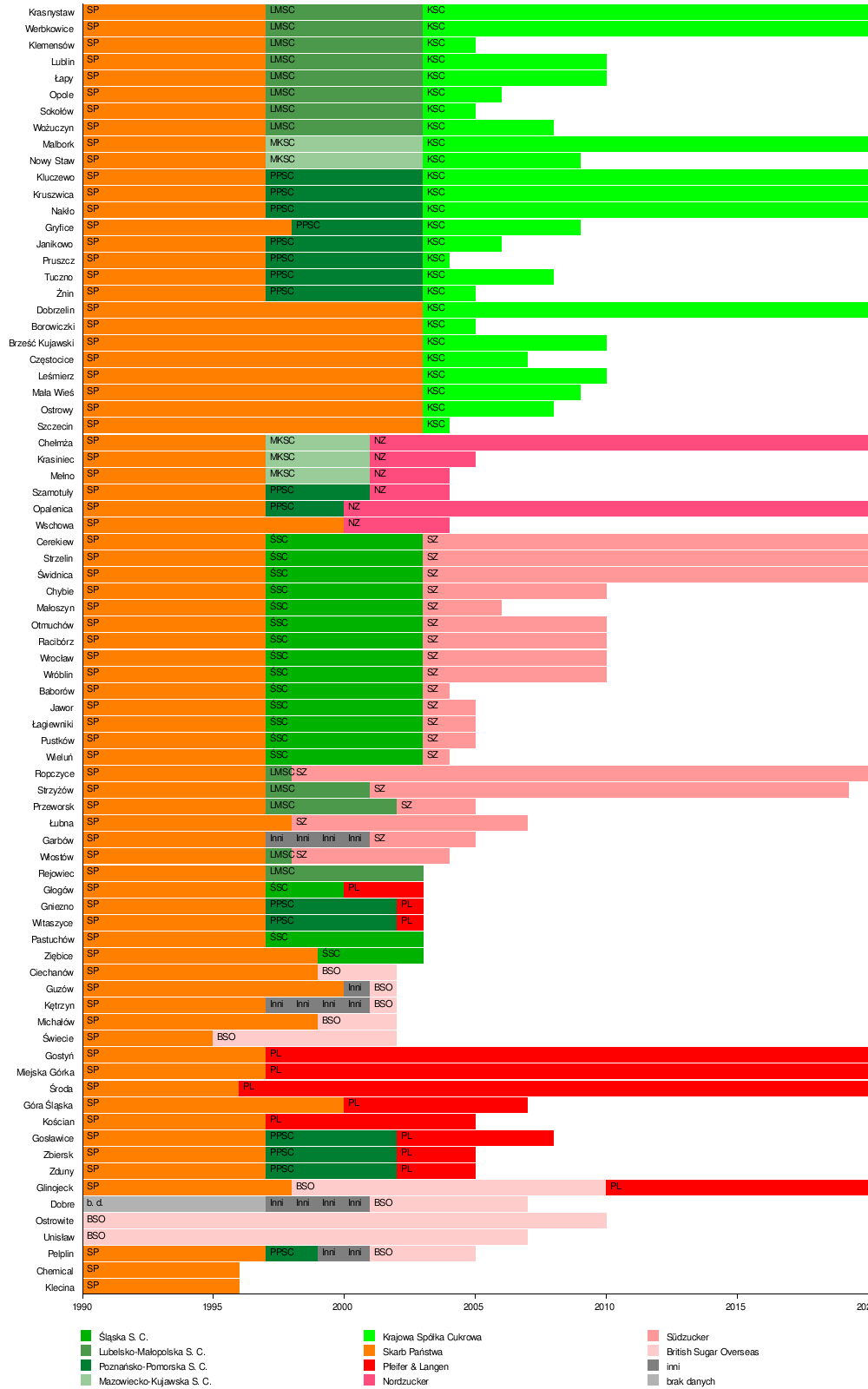
Przekształcenia własnościowe po roku 1990

W czasie transformacji zniesiono ingerencję państwa w produkcję, obrót cukrem i współpracę pomiędzy plantatorami i cukrowniami. Zlikwidowano monopol państwa na pośrednictwo w obrocie zagranicznym oraz dotacje i ulgi podatkowe dla nierentownych zakładów. Początkowym efektem tych działań był ujemny wskaźnik rentowności netto branży oraz utrata zdolności kredytowej przez co najmniej połowę cukrowni. Z powodu rozdrobnienia i rozproszenia sektora plon cukru oraz produkcja w przeliczeniu na zakład były bardzo niskie, co ograniczało możliwości osiągania efektu skali, a konkurencja wymuszała sprzedaż cukru poniżej kosztów produkcji.
W 1989 roku dwie cukrownie (Unisław, Ostrowite) zostały przejęte przez SugarPol, którego większościowym udziałowcem był British Sugar. W 1992 roku pięć największych cukrowni (Chełmża, Glinojeck, Krasnystaw, Lublin i Ropczyce) przekształcono w jednoosobowe spółki Skarbu Państwa. Rok później prywatyzacji zaniechano.
W 1994 roku uchwalono „ustawę cukrową”, której celem było ustabilizowanie rynku, poprawa sytuacji zakładów produkcyjnych oraz przyspieszenie procesu prywatyzacji. Wprowadzono regulowane administracyjnie kwoty cukrowe, ceny urzędowe na buraki cukrowe i cukier oraz dopłaty do eksportu. Z większości niesprywatyzowanych wcześniej cukrowni utworzono cztery holdingi cukrowe:
- Lubelsko-Małopolska Spółka Cukrowa S.A.
- Mazowiecko-Kujawska Spółka Cukrowa S.A.
- Poznańsko-Pomorska Spółka Cukrowa S.A.
- Śląska Spółka Cukrowa S.A[3].

Ze względu na trudną sytuację, w niektórych cukrowniach działania restrukturyzacyjne podjęto zanim weszły one do holdingów, a akcje zostały objęte przez inwestorów strategicznych. Początkowo prywatyzacja holdingów miała nastąpić przez udostępnienie akcji należących do Skarbu Państwa osobom trzecim lub przez emisję nowych akcji. W 1999 roku zezwolono na sprzedaż pojedynczych zakładów lub grup cukrowni. Również w 1999 roku Sejm zdecydował o wstrzymaniu dotychczasowych działań restrukturyzacyjnych i prywatyzacji oraz wezwał rząd do utworzenia nowego podmiotu, Krajowej Spółki Cukrowej. Przedsiębiorstwo to powstało w sierpniu 2002 roku i kontrolowało 27 cukrowni oraz około 40% polskiego rynku produkcji cukru. Do KSC nie weszło 16 cukrowni Śląskiej Spółki Cukrowej, sprzedanych w 2000 roku francuskiemu koncernowi Saint Louis Sucre (w 2001 przejętemu przez Südzucker) oraz pozostałe sprywatyzowane cukrownie, znajdujące się wówczas w rękach czterech koncernów: British Sugar Overseas, Pfeifer & Langen, Südzucker oraz Nordzucker.
Z 78 cukrowni działających w roku 1990, do roku 2000 zamknięto dwie (Chełmica, Klecina). Procesy restrukturyzacyjne przyspieszyły począwszy od kampanii 2001/2002 wraz ze zwiększeniem udziału inwestorów zagranicznych: rozpoczął się proces zamykania nierentownych zakładów, koncentracji produkcji w najbardziej efektywnych zakładach produkcyjnych oraz zmniejszanie areału uprawy buraków cukrowych oraz liczby plantatorów przy równoczesnym wzroście plonu buraka cukrowego. Do 2006 roku liczba zakładów zmniejszyła się do 40.

### Po roku 2004
Od 2004 roku branża zaczęła podlegać prawodawstwu unijnemu, w którym obowiązywały wówczas kwoty produkcyjne, ceny interwencyjne cukru, gwarantowana cena minimalna buraków cukrowych, dopłaty do eksportu, system ceł importowych oraz kontyngentów, których celem było ograniczenie importu. W 2005 wdrożono reformę regulacji rynku cukru, której celem było ograniczenie produkcji cukru w celu wyeliminowania nadwyżek, ustabilizowanie rynku, zwiększenie konkurencyjności sektora oraz dostosowanie się do niekorzystnej dla UE decyzji WTO oraz sytuacji po zapowiedzianym zniesieniu ceł importowych na cukier dla państw najbiedniejszych w ramach inicjatywy „Everything but Arms”. W czasie trwania reformy pięć krajów unijnych całkowicie zrezygnowało z produkcji cukru, zamknięto 73 cukrownie (ze 179) z tego 22 (z 40) w Polsce. Wśród nich osiem zamknięto za rekompensatą na podstawie przepisów reformy, a w przypadku kilkunastu zrzeczono się kwoty cukru bez demontażu urządzeń produkcyjnych. Reforma okazała się niekorzystna dla przemysłu cukrowniczego w Polsce, ponieważ krajowa kwota produkcyjna została obniżona poniżej poziomu spożycia. Efektem była mniejsza podaż cukru oraz dalsza koncentracja produkcji w dużych i zmodernizowanych cukrowniach.
W 2013 roku, po prawie dwóch latach negocjacji, Parlament Europejski, Komisja Europejska oraz Rada Unii Europejskiej porozumiały się co do terminu ostatecznego zniesienia kwot cukrowych. 30 września 2017 roku kwoty produkcji cukru zniesiono. System funkcjonował przez prawie 50 lat i był to ostatni system kwot rolnych funkcjonujący w UE. Zniesiona została także cena minimalna na buraki oraz cena referencyjna cukru. Utrzymano dopłaty bezpośrednie do upraw buraków cukrowych. Na skutek likwidacji kwot Unia Europejska z importera stała się eksporterem cukru. W Polsce produkcja cukru oraz eksport wzrosły do rekordowych poziomów, równocześnie cena spadła jednak do poziomu najniższego od dekady.